# 合肥理工学院
合肥理工学院，前身是安徽大学江淮学院。学校位于安徽省合肥市，共有史河校区和泗州路校区两个校区。

## 历史
2003年，安徽大学江淮学院成立，是安徽大学举办的普通全日制本科独立学院。
2021年6月4日，教育部发展规划司发布公示，拟同意该院转设为公办本科高校合肥理工学院。

## 院系设置
学院设有31个专业，涵盖经济学、理学、工学、文学、管理学、法学、艺术学七大学科门类。

## 著名校友
- 梁晶：中國男子馬拉松運動員，兼中國12小時超馬紀錄保持者